# Catherine Kling
Catherine Louise Kling (* 1960) ist eine US-amerikanische Wirtschaftswissenschaftlerin. 

## Werdegang, Forschung und Lehre
Kling studierte zunächst an der University of Iowa, die sie 1981 mit einem Bachelorabschluss in Wirtschaftswissenschaft verließ. 1986 graduierte sie als Ph.D. an der University of Maryland. Anschließend arbeitete sie als Associate Professor und später Assistant Professor für Agrarökonomie an der University of California, Davis. 1993 ging sie als Associate Professor an die Iowa State University, dort wurde sie 1996 zur ordentlichen Professorin berufen. 
Im Mittelpunkt der Arbeit Klings stehen Fragestellungen zur Umweltökonomik und zu natürlichen Ressourcen. 
Ab Beginn der 1990er Jahre übernahm Kling verschiedene Aufgaben in der Association of Environmental and Resource Economists, zwischen 2011 und 2012 saß sie der Organisation als Präsidentin vor. Zudem war sie in verschiedenen Gremien des National Research Council und der Environmental Protection Agency tätig.
2015 wurde Kling in die National Academy of Sciences gewählt.